# يعقوب يونس
يعقوب يونس (بالتشيكية: Jakub Yunis) هو لاعب كرة قدم تشيكي من أصل عراقي في مركز الهجوم ولد في يوم 25 مارس 1996، يلعب حالياً مع نادي سيغما أولوموتس وسبق له اللعب مع نادي نادي كاتوفتسه في بولندا، لعب أيضاً مع منتخب جمهورية التشيك تحت 20 سنة لكرة القدم ويبلغ طوله 190 سم.

## روابط خارجية
- يعقوب يونس على موقع الاتحاد الأوربي (الإنجليزية)
- يعقوب يونس على موقع قاعدة بيانات كرة القدم.إي يو (الإنجليزية)
- يعقوب يونس على موقع Soccerway.com (الإنجليزية)
- يعقوب يونس على موقع عالم كرة القدم.نت (الإنجليزية)